# Morti nel 1889
| Questa pagina contiene informazioni ricavate automaticamente dalle voci biografiche con l'ausilio del template Bio e di un bot. L'aggiornamento è periodico e automatico e ricostruisce completamente la pagina. Se manca una persona in questa lista, sei pregato di non aggiungerla, ma accertati piuttosto che la sua voce biografica contenga il template Bio e che i dati anagrafici siano correttamente compilati. Se il template Bio manca, inseriscilo tu stesso o, in alternativa, metti l'avviso {{tmp\|Bio}} che ne segnala la mancanza. Se i dati riportati sono sbagliati, correggi direttamente la voce biografica; le modifiche saranno visibili in questa lista entro pochi giorni. Per chiarimenti vedi il progetto biografie. La lista contiene solo le 390 persone che sono citate nell'enciclopedia e per le quali è stato implementato correttamente il template Bio. Pagina aggiornata al 10 ago 2025. |

## Gennaio(38)
- 2 gennaio - Raffaele Galli, flautista e compositore italiano (n. 1824)
- 3 gennaio - Angelo Bassini, patriota italiano (n. 1815)
- 3 gennaio - Federico Gabelli, ingegnere e politico italiano (n. 1832)
- 3 gennaio - James Orchard Halliwell-Phillipps, bibliografo britannico (n. 1820)
- 4 gennaio - Giuseppe Dell'Orefice, compositore e direttore d'orchestra italiano (n. 1848)
- 4 gennaio - Mary Philadelphia Merrifield, scrittrice inglese (n. 1804)
- 4 gennaio - Alexander Pagenstecher, medico e zoologo tedesco (n. 1825)
- 6 gennaio - Giuseppe Carta, pittore e scultore italiano (n. 1809)
- 6 gennaio - Enrico Paglia, naturalista e agronomo italiano (n. 1834)
- 9 gennaio - Andrea Gastaldi, pittore italiano (n. 1826)
- 9 gennaio - Alessandro Gavazzi, predicatore e patriota italiano (n. 1809)
- 11 gennaio - Sofija Nikolaevna Bogomolec, rivoluzionaria russa (n. 1856)
- 12 gennaio - Churchill Babington, numismatico, botanico e micologo britannico (n. 1821)
- 13 gennaio - Vincenzo Fardella di Torrearsa, patriota e politico italiano (n. 1808)
- 14 gennaio - Melchior Josef Martin Knüsel, politico svizzero (n. 1813)
- 14 gennaio - Filippo Oldoini, nobile, politico e diplomatico italiano (n. 1817)
- 14 gennaio - Ema Pukšec, soprano croato (n. 1834)
- 15 gennaio - Sarah Bagley, sindacalista e operaia statunitense (n. 1806)
- 17 gennaio - Gioacchino Burdese, militare italiano (n. 1830)
- 17 gennaio - Étienne Marilley, arcivescovo cattolico svizzero (n. 1804)
- 17 gennaio - Juan Montalvo, scrittore e saggista ecuadoriano (n. 1832)
- 19 gennaio - Antonio Balbiani, scrittore, docente e giornalista italiano (n. 1838)
- 19 gennaio - Ranald Slidell MacKenzie, generale statunitense (n. 1840)
- 20 gennaio - Baldassarre Paoli, magistrato, giurista e politico italiano (n. 1811)
- 22 gennaio - Carlo Pellegrini, pittore italiano (n. 1839)
- 23 gennaio - Alexandre Cabanel, pittore francese (n. 1823)
- 23 gennaio - Francesco Di Giovanni, politico italiano (n. 1805)
- 23 gennaio - Ignacy Domeyko, geologo e mineralogista polacco (n. 1802)
- 24 gennaio - Luigi di Borbone-Spagna, principe spagnolo (n. 1864)
- 28 gennaio - Domenico Jannetti, architetto e ingegnere italiano (n. 1815)
- 28 gennaio - Đồng Khánh, imperatore vietnamita (n. 1864)
- 29 gennaio - Luigi Caracciolo, politico e militare italiano (n. 1826)
- 29 gennaio - Giuseppe Meneghini, naturalista e politico italiano (n. 1811)
- 29 gennaio - Amy Post, attivista statunitense (n. 1802)
- 30 gennaio - Rodolfo d'Asburgo-Lorena, austriaco (n. 1858)
- 30 gennaio - Maria Vetsera, nobildonna austriaca (n. 1871)
- 31 gennaio - Joseph von Berger, militare austriaco (n. 1801)
- 31 gennaio - Guðbrandur Vigfússon, filologo islandese

## Febbraio(24)
- 1º febbraio - Carl Leverkus, imprenditore, chimico e farmacista tedesco (n. 1804)
- 2 febbraio - Gabriella Thevenin, religiosa italiana (n. 1823)
- 3 febbraio - Giuseppe Seguenza, naturalista e geologo italiano (n. 1833)
- 3 febbraio - Belle Starr, pistolera statunitense (n. 1848)
- 4 febbraio - Adolphe Clémence, operaio francese (n. 1838)
- 4 febbraio - Gabriel de Lurieu, drammaturgo e librettista francese (n. 1799)
- 5 febbraio - Ole Jacob Broch, politico, fisico e economista norvegese (n. 1818)
- 5 febbraio - Henry Howard, II conte di Effingham, nobile, politico e militare britannico (n. 1806)
- 9 febbraio - Jean-Baptiste-François Pitra, cardinale e vescovo cattolico francese (n. 1812)
- 9 febbraio - Giovanni Tarantini, presbitero e archeologo italiano (n. 1805)
- 12 febbraio - John Call Dalton, fisiologo statunitense (n. 1825)
- 12 febbraio - Cesare Guasti, scrittore e filologo italiano (n. 1822)
- 12 febbraio - Manuel Villacampa del Castillo, generale spagnolo (n. 1827)
- 13 febbraio - Eugenio Valzania, politico e patriota italiano (n. 1821)
- 15 febbraio - Ernst Heinrich Karl von Dechen, geologo e inventore tedesco (n. 1800)
- 17 febbraio - Emil Remigius Frey, politico svizzero (n. 1803)
- 18 febbraio - Vincenz von Abele, generale austriaco (n. 1813)
- 21 febbraio - Antonio Pacifico Neno, religioso italiano (n. 1833)
- 24 febbraio - Ippolito Amicarelli, politico italiano (n. 1823)
- 24 febbraio - Fabio Carcani di Montaltino, patriota e politico italiano (n. 1824)
- 25 febbraio - Muhammad Mushtaq Ali Khan Bahadur, principe indiano (n. 1856)
- 25 febbraio - Carlo Sacconi, cardinale e arcivescovo cattolico italiano (n. 1808)
- 26 febbraio - Karl Jul'evič Davydov, compositore, violoncellista e docente russo (n. 1838)
- 26 febbraio - Paula Montal Fornés, religiosa e educatrice spagnola (n. 1799)

## Marzo(30)
- 1º marzo - Henry Dawson-Damer, III conte di Portarlington, politico inglese (n. 1822)
- 3 marzo - Louis Piccon, politico francese (n. 1804)
- 7 marzo - Angelo Genocchi, matematico italiano (n. 1817)
- 7 marzo - Charles Frédéric Martins, medico, botanico e geologo francese (n. 1806)
- 7 marzo - José Olallo Valdés, religioso cubano (n. 1820)
- 8 marzo - John Ericsson, inventore, imprenditore e armatore svedese (n. 1803)
- 9 marzo - Paolo Ferrari, commediografo italiano (n. 1822)
- 10 marzo - Giovanni IV d'Etiopia, imperatore etiope (n. 1837)
- 11 marzo - Jacob Pleydell-Bouverie, IV conte di Radnor, nobile inglese (n. 1815)
- 12 marzo - John Archibald Campbell, politico, militare e giurista statunitense (n. 1811)
- 13 marzo - Enrico Tamberlik, tenore italiano (n. 1820)
- 13 marzo - Felice Varesi, baritono italiano (n. 1813)
- 14 marzo - Gerolamo Da Passano, pedagogista e insegnante italiano (n. 1818)
- 16 marzo - Bartolomeo Cecchetti, storico e archivista italiano (n. 1838)
- 16 marzo - Isabelle Hittorff, archeologa francese (n. 1832)
- 16 marzo - Alexander von Metz, generale austriaco (n. 1826)
- 16 marzo - Ernst Wilhelm Tempel, astronomo tedesco (n. 1821)
- 17 marzo - Joseph Albert Alberdingk Thijm, scrittore olandese (n. 1820)
- 19 marzo - Domenico Marco, prefetto, avvocato e politico italiano (n. 1816)
- 20 marzo - Janko Jurković, scrittore e giornalista croato (n. 1827)
- 20 marzo - Albrecht Ritschl, teologo tedesco (n. 1822)
- 21 marzo - William Bernard Ullathorne, arcivescovo cattolico britannico (n. 1806)
- 21 marzo - August von Pettenkofen, pittore austriaco (n. 1822)
- 22 marzo - Pëtr Andreevič Šuvalov, politico e generale russo (n. 1827)
- 24 marzo - Franciscus Donders, fisiologo e oculista olandese (n. 1818)
- 26 marzo - Richard Temple-Nugent-Brydges-Chandos-Grenville, III duca di Buckingham e Chandos, nobile e politico britannico (n. 1823)
- 29 marzo - William George Howard, VIII conte di Carlisle, pastore protestante inglese (n. 1808)
- 29 marzo - Fanny Targioni Tozzetti, nobildonna italiana (n. 1801)
- 29 marzo - Carlo Torre, prefetto e politico italiano (n. 1812)
- 30 marzo - Marcus Reno, militare statunitense (n. 1834)

## Aprile(34)
- 2 aprile - Cirillo Emiliano Monzani, storico e politico italiano (n. 1823)
- 2 aprile - Pietro Pollini, avvocato e politico svizzero (n. 1828)
- 2 aprile - Bartolomeo Veratti, giurista, giornalista e filologo italiano (n. 1809)
- 3 aprile - Victor Antoine Signoret, medico e entomologo francese (n. 1816)
- 4 aprile - Carmelo Agnetta, prefetto e patriota italiano (n. 1823)
- 4 aprile - Gisela von Arnim, scrittrice tedesca (n. 1827)
- 4 aprile - Eugen von Keyserling, zoologo e aracnologo tedesco (n. 1833)
- 5 aprile - Louis-Guillaume Perreaux, ingegnere e inventore francese (n. 1816)
- 6 aprile - Augusta d'Assia-Kassel, nobildonna (n. 1797)
- 6 aprile - Georg Carl Wilhelm Vatke, botanico tedesco (n. 1849)
- 7 aprile - Paul Du Bois-Reymond, matematico tedesco (n. 1831)
- 7 aprile - Youssef Karam, patriota, condottiero e letterato libanese (n. 1823)
- 8 aprile - Jean-Baptiste Arban, trombettista e compositore francese (n. 1825)
- 9 aprile - Michel Eugène Chevreul, chimico francese (n. 1786)
- 11 aprile - Leonard James Farwell, politico statunitense (n. 1819)
- 11 aprile - Edward Hatch, generale statunitense (n. 1832)
- 11 aprile - Émile de Najac, librettista e drammaturgo francese (n. 1828)
- 14 aprile - Georges-Frédéric Roskopf, inventore tedesco (n. 1813)
- 15 aprile - Damiano de Veuster, presbitero e missionario belga (n. 1840)
- 18 aprile - Charles Jules Edmée Brongniart, entomologo e paleontologo francese (n. 1859)
- 19 aprile - Warren de la Rue, astronomo e chimico britannico (n. 1815)
- 19 aprile - Josef von Löschner, medico austriaco (n. 1809)
- 20 aprile - Giovanni de Rubertis, dirigente pubblico, traduttore e poeta italiano (n. 1813)
- 21 aprile - Sebastián Lerdo de Tejada, politico messicano (n. 1823)
- 22 aprile - Gaetano Del Pezzo, diplomatico e politico italiano (n. 1833)
- 22 aprile - Ivan Petrovič Larionov, compositore e scrittore russo (n. 1830)
- 23 aprile - Jules Amédée Barbey d'Aurevilly, scrittore francese (n. 1808)
- 23 aprile - Eugenia di Svezia, principessa svedese (n. 1830)
- 24 aprile - Zulma Carraud, scrittrice francese (n. 1796)
- 25 aprile - Antonio La Scala, vescovo cattolico italiano (n. 1817)
- 26 aprile - Kawanabe Kyōsai, pittore e incisore giapponese (n. 1831)
- 27 aprile - Domenico Mignanti, vescovo cattolico italiano (n. 1824)
- 30 aprile - Ignatz von Kolisch, scacchista slovacco (n. 1837)
- 30 aprile - Carl Rosa, produttore teatrale tedesco (n. 1842)

## Maggio(35)
- 2 maggio - Alessandro Antongini, patriota italiano (n. 1814)
- 2 maggio - Antoni Rovira i Trias, architetto e urbanista spagnolo (n. 1816)
- 4 maggio - Felice Venosta, scrittore italiano (n. 1828)
- 5 maggio - Enrico Albanese, patriota e chirurgo italiano (n. 1834)
- 5 maggio - Samuel Brannan, politico e giornalista statunitense (n. 1819)
- 6 maggio - Heinrich Gustav Reichenbach, botanico e ornitologo tedesco (n. 1823)
- 6 maggio - Luigi Zuppetta, giurista e politico italiano (n. 1810)
- 7 maggio - Alessandro Bazzani, abate e drammaturgo italiano (n. 1807)
- 9 maggio - William S. Harney, generale statunitense (n. 1800)
- 10 maggio - Michail Evgrafovič Saltykov-Ščedrin, scrittore e giornalista russo (n. 1826)
- 11 maggio - James Maybrick, imprenditore britannico (n. 1838)
- 13 maggio - Nicolò Turrisi Colonna, politico italiano (n. 1817)
- 14 maggio - Samuel Hirsch, rabbino prussiano (n. 1815)
- 17 maggio - James Harris, III conte di Malmesbury, politico britannico (n. 1807)
- 17 maggio - Charles-Théodore Millot, militare francese (n. 1829)
- 17 maggio - Maria di Prussia, regina (n. 1825)
- 18 maggio - Alfred Józef Potocki, nobile e politico polacco (n. 1817)
- 18 maggio - Dario Maragliano, psichiatra italiano (n. 1852)
- 20 maggio - Samuele Alatri, imprenditore, patriota e politico italiano (n. 1805)
- 20 maggio - Benno Kerry, filosofo e psicologo austriaco (n. 1858)
- 21 maggio - Pietro Ardito, presbitero, saggista e critico letterario italiano (n. 1833)
- 21 maggio - Luigi Chiozza, chimico e imprenditore italiano (n. 1828)
- 21 maggio - Gaston Planté, fisico francese (n. 1834)
- 22 maggio - Carlo Rusconi, scrittore, politico e traduttore italiano (n. 1812)
- 22 maggio - William Wright, orientalista inglese (n. 1830)
- 23 maggio - Georges Henri Halphen, matematico francese (n. 1844)
- 24 maggio - Laura Bridgman, statunitense (n. 1829)
- 24 maggio - Hermann Kauffmann, pittore e litografo tedesco (n. 1808)
- 25 maggio - August Breisky, ginecologo austriaco (n. 1832)
- 26 maggio - Gioachino Zopfi, imprenditore svizzero (n. 1821)
- 27 maggio - Karl Friedrich Wilhelm Jessen, botanico tedesco (n. 1821)
- 28 maggio - Antonio Rusconi, avvocato, storico e archeologo italiano (n. 1829)
- 29 maggio - Cesare Dalbono, scrittore e traduttore italiano (n. 1812)
- 29 maggio - Alexis-Joseph Mazerolle, pittore francese (n. 1826)
- 31 maggio - Charles Lanyon, architetto britannico (n. 1813)

## Giugno(27)
- 1º giugno - Jean Louis Metman, generale francese (n. 1814)
- 2 giugno - Carlo Biscaretti di Ruffia, generale e politico italiano (n. 1796)
- 3 giugno - Bernhard Förster, insegnante tedesco (n. 1843)
- 6 giugno - Karl Albert Scherner, psicologo tedesco (n. 1825)
- 7 giugno - Maria Teresa de Soubiran La Louvière, religiosa francese (n. 1834)
- 8 giugno - Gerard Manley Hopkins, gesuita e poeta inglese (n. 1844)
- 9 giugno - Cesare Pastore, politico italiano (n. 1822)
- 10 giugno - Fiorella Favard de l'Anglade, nobildonna e mecenate francese (n. 1813)
- 10 giugno - Giulio Tarra, presbitero e educatore italiano (n. 1832)
- 13 giugno - Claude Marie Ferrier, fotografo francese (n. 1811)
- 13 giugno - Ishwari Prasad Narayan Singh, principe indiano (n. 1822)
- 14 giugno - Henry William Bristow, geologo britannico (n. 1817)
- 15 giugno - Mihai Eminescu, poeta, filologo e scrittore rumeno (n. 1850)
- 16 giugno - Gaetano Cacciatore, astronomo italiano (n. 1814)
- 16 giugno - Aimé Levet, avvocato e politico francese (n. 1806)
- 17 giugno - Lozen, nativa americana
- 18 giugno - Alphonse Alkan, editore francese (n. 1809)
- 19 giugno - Vincenzo Bracco, patriarca cattolico italiano (n. 1835)
- 19 giugno - Karl Bötticher, archeologo e architetto tedesco (n. 1806)
- 20 giugno - Abraham C. Myers, militare statunitense (n. 1811)
- 25 giugno - Lucy Hayes, first lady statunitense (n. 1831)
- 26 giugno - Simon Cameron, politico statunitense (n. 1799)
- 27 giugno - Carlotta Patti, soprano italiano (n. 1835)
- 27 giugno - Whitney Eugene Thayer, organista e compositore statunitense (n. 1838)
- 28 giugno - Maria Mitchell, astronoma statunitense (n. 1818)
- 29 giugno - Gilberto Govi, fisico, politico e patriota italiano (n. 1826)
- 29 giugno - Pio Speranza Mazzoni, patriota, medico e agronomo italiano (n. 1828)

## Luglio(22)
- 1º luglio - Elvira Madigan, circense danese (n. 1867)
- 1º luglio - José Joaquín Pérez, diplomatico e politico cileno (n. 1801)
- 5 luglio - Jakov Ignjatović, scrittore, giornalista e politico serbo (n. 1822)
- 6 luglio - Giovanni Tonoli, organaro italiano (n. 1809)
- 7 luglio - Giovanni Bottesini, contrabbassista, compositore e direttore d'orchestra italiano (n. 1821)
- 7 luglio - Vincenzo Giordano Orsini, generale e politico italiano (n. 1817)
- 8 luglio - Walter Montgomerie Neilson, ingegnere scozzese (n. 1819)
- 10 luglio - Julia Tyler, first lady statunitense (n. 1820)
- 12 luglio - Callinico di Alessandria, vescovo ortodosso greco (n. 1800)
- 12 luglio - Cristóbal Cascante, architetto spagnolo (n. 1851)
- 13 luglio - Robert Hamerling, poeta e scrittore austriaco (n. 1830)
- 16 luglio - Michele Amari, storico, politico e arabista italiano (n. 1806)
- 17 luglio - Sof'ja Aleksandrovna Urusova, nobildonna russa (n. 1804)
- 18 luglio - Isaia Ghiron, bibliotecario e numismatico italiano (n. 1837)
- 18 luglio - Domingo Santa María, giurista, scrittore e politico cileno (n. 1824)
- 20 luglio - Pietro Loreta, chirurgo e politico italiano (n. 1831)
- 21 luglio - Nelson Dewey, politico statunitense (n. 1813)
- 28 luglio - Sebastián Vidal y Soler, botanico spagnolo (n. 1842)
- 29 luglio - Ignazio Affanni, pittore italiano (n. 1828)
- 29 luglio - Jean de Witte, archeologo, epigrafista e numismatico belga (n. 1808)
- 30 luglio - Miles Joseph Berkeley, botanico e micologo inglese (n. 1803)
- 31 luglio - Alessandro Natale Medici, militare e patriota italiano (n. 1840)

## Agosto(26)
- 1º agosto - Ivan Kukuljević Sakcinski, scrittore, storico e politico croato (n. 1816)
- 3 agosto - Hippolyte Jouvin, fotografo francese (n. 1825)
- 3 agosto - Veronica Micle, poetessa e scrittrice romena (n. 1850)
- 3 agosto - Félix Pyat, politico, drammaturgo e giornalista francese (n. 1810)
- 4 agosto - Carl Amand Mangold, compositore e direttore d'orchestra tedesco (n. 1813)
- 5 agosto - Fanny Lewald, scrittrice e saggista tedesca (n. 1811)
- 5 agosto - Lisiade Pedroni, patriota, politico e banchiere italiano (n. 1830)
- 6 agosto - Giuseppe Capponi, tenore italiano (n. 1832)
- 6 agosto - Guglielmo Massaia, cardinale e arcivescovo cattolico italiano (n. 1809)
- 6 agosto - Josef Philippovich von Philippsberg, generale austriaco (n. 1818)
- 8 agosto - Benedetto Cairoli, politico, patriota e militare italiano (n. 1825)
- 8 agosto - Wilhelm Studemund, filologo classico tedesco (n. 1843)
- 9 agosto - Daniele Piccinini, patriota italiano (n. 1830)
- 16 agosto - Aimé-Victor-François Guilbert, cardinale e arcivescovo cattolico francese (n. 1812)
- 18 agosto - Auguste de Villiers de L'Isle-Adam, scrittore e commediografo francese (n. 1838)
- 19 agosto - Jules Cotard, neurologo francese (n. 1840)
- 19 agosto - Elis Fischer, banchiere, avvocato e politico svedese (n. 1834)
- 20 agosto - Camillo Marcolini, politico italiano (n. 1830)
- 21 agosto - Albert Hecht, banchiere, mercante e collezionista d'arte francese (n. 1842)
- 22 agosto - Filippo Cortese, compositore, organista e direttore d'orchestra italiano (n. 1838)
- 23 agosto - Luigi Solidati Tiburzi, politico italiano (n. 1825)
- 24 agosto - Oscar Jacobsen, chimico tedesco (n. 1840)
- 25 agosto - Amedeo Chiavarina di Rubiana, politico italiano (n. 1817)
- 25 agosto - Henry Shaw, filantropo e botanico britannico (n. 1800)
- 29 agosto - Victor Delefortrie, architetto francese (n. 1810)
- 29 agosto - Gustav Weil, orientalista, arabista e filologo tedesco (n. 1808)

## Settembre(30)
- 1º settembre - António Bernardo da Costa Cabral, politico portoghese (n. 1803)
- 1º settembre - Johann Karl von Huyn, generale austriaco (n. 1812)
- 2 settembre - Samuel Austin Allibone, scrittore e bibliotecario statunitense (n. 1816)
- 2 settembre - Alessandro Pavia, fotografo e patriota italiano (n. 1824)
- 5 settembre - Moritz Manfroni von Manfort, ammiraglio austriaco (n. 1832)
- 8 settembre - Sālote Lupepau'u, regina tongana (n. 1811)
- 9 settembre - Alfredo Ricci, pittore e illustratore italiano (n. 1864)
- 9 settembre - Giovanni Rizzi, poeta italiano (n. 1828)
- 10 settembre - Carlo III di Monaco, principe (n. 1818)
- 10 settembre - Amy Levy, scrittrice, poetessa e saggista britannica (n. 1861)
- 12 settembre - Numa Denis Fustel de Coulanges, storico francese (n. 1830)
- 14 settembre - Domenico Bellini, patriota italiano (n. 1817)
- 14 settembre - Francesco Gonin, pittore e incisore italiano (n. 1808)
- 14 settembre - Julius Jacobson, oculista tedesco (n. 1828)
- 15 settembre - Günther Federico Carlo II di Schwarzburg-Sondershausen, principe (n. 1801)
- 17 settembre - Luigi Bellardi, zoologo, paleontologo e entomologo italiano (n. 1818)
- 17 settembre - Şevkefza Sultan, ottomana (n. 1820)
- 23 settembre - Wilkie Collins, scrittore inglese (n. 1824)
- 23 settembre - Eliza Cook, poetessa britannica (n. 1818)
- 23 settembre - Theodosius Harnack, teologo tedesco (n. 1817)
- 23 settembre - Placido Maria Schiaffino, cardinale e vescovo cattolico italiano (n. 1829)
- 24 settembre - Daniel Harvey Hill, generale e scrittore statunitense (n. 1821)
- 24 settembre - Girolamo Magnani, decoratore e scenografo italiano (n. 1815)
- 26 settembre - Jean-François Allard, arcivescovo cattolico francese (n. 1806)
- 26 settembre - Augusto di Braganza, nobile portoghese (n. 1847)
- 28 settembre - Samuel Davis Sturgis, generale statunitense (n. 1822)
- 29 settembre - Louis Faidherbe, generale, politico e scienziato francese (n. 1818)
- 29 settembre - Eugène Flandin, orientalista, pittore e archeologo francese (n. 1809)
- 30 settembre - Román Baldorioty de Castro, politico portoricano (n. 1822)
- 30 settembre - Antonio Selva, basso italiano (n. 1824)

## Ottobre(28)
- 4 ottobre - André-Adolphe-Eugène Disdéri, fotografo francese (n. 1819)
- 4 ottobre - Alfred Greenwood, politico statunitense (n. 1811)
- 5 ottobre - Carl von Czoernig-Czernhausen, statistico e storico austriaco (n. 1804)
- 6 ottobre - Jules Dupré, pittore francese (n. 1811)
- 6 ottobre - Barthélémy Louis Joseph Lebrun, militare francese (n. 1809)
- 7 ottobre - Giuseppe Francesco Blais, funzionario italiano (n. 1823)
- 8 ottobre - Johann Jakob von Tschudi, naturalista e esploratore svizzero (n. 1818)
- 10 ottobre - Adolf von Henselt, compositore e pianista tedesco (n. 1814)
- 10 ottobre - Heinrich Heydemann, archeologo e filologo tedesco (n. 1842)
- 11 ottobre - James Prescott Joule, fisico inglese (n. 1818)
- 15 ottobre - Daniel Gooch, ingegnere meccanico inglese (n. 1816)
- 15 ottobre - Edward Aylesworth Perry, generale e politico statunitense (n. 1831)
- 17 ottobre - Maximilian von Gagern, politico, diplomatico e nobile tedesco (n. 1810)
- 17 ottobre - Pasquale Montini, imprenditore italiano (n. 1822)
- 17 ottobre - Calisto Veratti, politico italiano (n. 1840)
- 18 ottobre - Antonio Meucci, inventore e imprenditore italiano (n. 1808)
- 18 ottobre - Massimiliano Quilici, compositore italiano (n. 1799)
- 19 ottobre - Luigi del Portogallo, re portoghese (n. 1838)
- 19 ottobre - Cesare Michieli, patriota italiano (n. 1838)
- 20 ottobre - Daniele Ranzoni, pittore italiano (n. 1843)
- 21 ottobre - John Ball, politico, naturalista e alpinista irlandese (n. 1818)
- 21 ottobre - Nikolaj Vasil'evič Uspenskij, scrittore russo (n. 1837)
- 22 ottobre - Olivier Métra, compositore e direttore d'orchestra francese (n. 1830)
- 23 ottobre - Marija Arkad'evna Vjazemskaja, nobildonna russa (n. 1819)
- 25 ottobre - Émile Augier, poeta, drammaturgo e scrittore francese (n. 1820)
- 25 ottobre - Charles Léo Lesquereux, botanico svizzero (n. 1806)
- 25 ottobre - Enrico Sartori, pittore italiano (n. 1831)
- 29 ottobre - Nikolaj Gavrilovič Černyševskij, filosofo, scrittore e lessicografo russo (n. 1828)

## Novembre(25)
- 2 novembre - Théodore Herlin, compositore di scacchi francese (n. 1817)
- 2 novembre - Pio di San Luigi, religioso italiano (n. 1868)
- 2 novembre - Olimpia Rossi Savio, scrittrice e nobile italiana (n. 1815)
- 3 novembre - Ludwig von Urlichs, archeologo e filologo classico tedesco (n. 1813)
- 5 novembre - Peter Warburton, esploratore britannico (n. 1813)
- 7 novembre - Giovanni Guarini, politico italiano (n. 1826)
- 8 novembre - Gaetano La Loggia, medico e politico italiano (n. 1808)
- 8 novembre - Wilhelm von Abbema, pittore e incisore tedesco (n. 1812)
- 9 novembre - Gustavo Bucchia, politico italiano (n. 1810)
- 9 novembre - Ernest François Lefèvre, politico e avvocato francese (n. 1833)
- 14 novembre - Maria Teresa Scrilli, religiosa italiana (n. 1825)
- 16 novembre - Sergej Nikolaevič Bobochov, rivoluzionario russo (n. 1858)
- 20 novembre - August Ahlqvist, poeta e filologo finlandese (n. 1826)
- 22 novembre - Giuseppe Revere, scrittore e politico italiano (n. 1812)
- 23 novembre - Fëdor Fëdorovič Trepov, generale russo (n. 1812)
- 24 novembre - Alphonse Bernoud, fotografo francese (n. 1820)
- 24 novembre - Emanuele Celesia, storico e scrittore italiano (n. 1821)
- 24 novembre - Luigi Pacinotti, fisico italiano (n. 1807)
- 24 novembre - Vincenzo Petrali, organista e compositore italiano (n. 1830)
- 25 novembre - Anna Davidovna Abamelik-Lazareva, traduttrice e poetessa russa (n. 1814)
- 26 novembre - Giuseppe Pietrocola, anatomista, chirurgo e politico italiano (n. 1805)
- 26 novembre - Gaetana Sterni, religiosa italiana (n. 1827)
- 27 novembre - Wilhelm Michler, chimico tedesco (n. 1846)
- 28 novembre - Jane Hunt, attivista statunitense (n. 1812)
- 28 novembre - Richard von Volkmann, chirurgo tedesco (n. 1830)

## Dicembre(42)
- 3 dicembre - Candido Zerbi, politico italiano (n. 1827)
- 6 dicembre - Raffaele Cattaneo, architetto e storico dell'architettura italiano (n. 1861)
- 6 dicembre - Jefferson Davis, politico e militare statunitense (n. 1808)
- 7 dicembre - Karolina Andriette Ahlsell, svedese (n. 1803)
- 7 dicembre - Nicola Sanesi, pittore italiano (n. 1818)
- 7 dicembre - Carlo Maria Tallarigo, letterato e presbitero italiano (n. 1832)
- 9 dicembre - Friedrich Dahn, attore teatrale tedesco (n. 1811)
- 9 dicembre - Verdicenan Kadin, principessa abcasa (n. 1825)
- 10 dicembre - Lorenzo Respighi, astronomo italiano (n. 1824)
- 12 dicembre - Robert Browning, poeta e drammaturgo inglese (n. 1812)
- 12 dicembre - Viktor Jakovlevič Bunjakovskij, matematico russo (n. 1804)
- 12 dicembre - Edoardo Herter, patriota, medico e missionario italiano (n. 1834)
- 14 dicembre - Cölestin Josef Ganglbauer, cardinale, arcivescovo cattolico e abate austriaco (n. 1817)
- 15 dicembre - Abushiri, mercante arabo
- 17 dicembre - Wilhelm von Giesebrecht, storico tedesco (n. 1814)
- 19 dicembre - Luigi Basile, patriota, magistrato e politico italiano (n. 1820)
- 19 dicembre - Vincenzo Promis, numismatico, bibliotecario e storico italiano (n. 1839)
- 20 dicembre - Alajos Károlyi, diplomatico e nobile austriaco (n. 1825)
- 20 dicembre - Charles Lucas, avvocato, giurista e funzionario francese (n. 1803)
- 21 dicembre - Friedrich August von Quenstedt, geologo e paleontologo tedesco (n. 1809)
- 22 dicembre - Édouard Baldus, fotografo francese (n. 1813)
- 23 dicembre - Franciszek Tepa, pittore polacco (n. 1829)
- 24 dicembre - Sergej Petrovič Botkin, medico russo (n. 1832)
- 24 dicembre - Charles Mackay, giornalista, poeta e paroliere scozzese (n. 1814)
- 24 dicembre - Andrea Secco, politico italiano (n. 1835)
- 25 dicembre - Georges Cloué, militare e politico francese (n. 1817)
- 25 dicembre - Elliott Coues, storico e ornitologo statunitense (n. 1842)
- 26 dicembre - Emilie Davis, scrittrice e stilista statunitense (n. 1839)
- 27 dicembre - Eduard Bendemann, pittore tedesco (n. 1811)
- 27 dicembre - Antonio De Witt, politico italiano (n. 1828)
- 28 dicembre - Gaetano Costantini, politico italiano (n. 1813)
- 28 dicembre - Teresa Cristina di Borbone-Due Sicilie, italiana (n. 1822)
- 29 dicembre - Priscilla Cooper Tyler, first lady statunitense (n. 1816)
- 29 dicembre - Glele, re
- 29 dicembre - Angelo Raffaele Lacerenza, patriota, medico e militare italiano (n. 1811)
- 30 dicembre - Giacomo Maria Manzoni, bibliografo e politico italiano (n. 1816)
- 30 dicembre - Henry Yule, orientalista scozzese (n. 1820)
- 31 dicembre - Giuseppe Apolloni, compositore italiano (n. 1822)
- 31 dicembre - Giuseppe Brentano, architetto italiano (n. 1862)
- 31 dicembre - Pierre Olivier Joseph Coomans, pittore, illustratore e incisore belga (n. 1816)
- 31 dicembre - Ernest Cosson, botanico francese (n. 1819)
- 31 dicembre - Ion Creangă, scrittore rumeno (n. 1837)

## Senza giorno specificato(29)
- William Allingham, poeta irlandese (n. 1824)
- Joseph Emile Barbier, matematico e astronomo francese (n. 1839)
- Édouard Bérard, religioso e botanico italiano (n. 1825)
- Alberto Maria Centurione, archeologo e gesuita italiano (n. 1834)
- Nadežna Dmitrievna Chvoščinskaja - Zajončkovskaja, scrittrice russa (n. 1825)
- Filippo Augusto Corporandi d'Auvare, ammiraglio italiano (n. 1806)
- Michele Cuciniello, drammaturgo italiano
- Benjamin Day, editore statunitense (n. 1810)
- Amalia Fumagalli Targhini, attrice teatrale italiana (n. 1824)
- Salvatore Ghisaura, pittore italiano (n. 1823)
- Joseph Jean Baptiste Géhin, naturalista francese (n. 1816)
- Jules Champfleury, scrittore francese (n. 1821)
- Giuseppe Meini, filologo italiano (n. 1810)
- Tito Menichetti, politico italiano (n. 1815)
- Pietro Nanin, pittore italiano (n. 1808)
- Giovanni Paganucci, scultore italiano (n. 1827)
- Francesco Pisante, incisore, disegnatore e pittore italiano (n. 1804)
- Loïsa Puget, compositrice francese (n. 1809)
- Philo Remington, imprenditore statunitense (n. 1816)
- Antonio Rossetti, scultore italiano (n. 1819)
- Kurmangazy Sagyrbayuly, compositore kazako (n. 1818)
- Leonardo Salimbeni, ingegnere e politico italiano (n. 1830)
- Máximo Santos, politico uruguaiano (n. 1847)
- Christian August Selmer, politico norvegese (n. 1816)
- Elizabeth Twining, illustratrice britannica (n. 1805)
- Antonio Calà Ulloa, generale e saggista italiano (n. 1807)
- Francisco Antonio Vidal, politico uruguaiano (n. 1827)
- Francesco Vigo, tipografo e editore italiano (n. 1818)
- Adolphe Charles de Cauvigny, generale francese (n. 1801)